# 斯蒂娜·塞格斯特伦
斯蒂娜·塞格斯特伦（瑞典語：Stina Segerström，1982年6月17日—），瑞典女子足球运动员。她曾代表瑞典国家队参加2007年国际足联女子世界杯。她也曾参加2008年夏季奥林匹克运动会。